# تأثير مارانجوني
تأثير مارانجوني (بالإنجليزية: Marangoni effect)‏ هو مصطلح يستخدم في مجال ميكانيكا الموائع لوصف ظاهرة انتقال المادة على طول سطح معين تحت تأثي تدرج التوتر السطحي (من مناطق التوتر السطحي المنخفص إلى المناطق ذات التوتر السطحي الأعلى منها). تأثير مارانجوني مسؤول عن عدد من الظواهر التي ترتبط بالتوتر السطحي، لعل أبرزها ظاهرة تشكل دموع النبيذ (حلقة مكونة من سائل شفاف بالقرب من الحافة العلوية الداخلية لكوب النبيذ تتكون فيها باستمرار قطرات (كالدموع)، تسقط مرة أخرى إلى النبيذ في الأسفل)، التي وخلافا للاعتقاد الشائع الذي يربطها بالمحتوى العالي من الغليسرول هي ناتجة عن تأثير مارانجوني.

## تاريخ
درست هذه الظاهرة لأول مرة في مثال «دموع النبيذ» بحلول سنة 1855 على يد الفيزيائي الأيرلندي جيمس طومسون (شقيق لورد كلفن). أخذ التأثير العام اسمه الحالي تيمنا باسم الفيزيائي الإيطالي كارلو مارانجوني الذي درسه خلال أطروحة دكتورا له في جامعة بافيا، نشرت نتائجها بحلول سنة 1865. بحلول سنة 1878، قدم الأمريكي جوزيه غيبس مؤسس علم الفيزياء الكيميائية معالجة نظرية كاملة لظاهرة تأثير مارانجوني، كان ذلك في سياق عمله الشهير «حول توازن المواد غير المتجانسة» (بالإنجليزية: On the Equilibrium of Heterogeneous Substances)‏.

## الآلية
بما أن السائل ذي التوتر السطحي المرتفع يسحب بقوة أكبر السائل المحيط به مقارتة بسائل ذي توتر سطحي منخفض، فإن وجود تدرج في التوتر السطحي سيفرض بشكل طبيعي على السائل أن يتدفق من مناطق التوتر السطحي المنخفض إلى مناطق التوتر السطحي المرتفع. يمكن أن يكون تدرج التوتر السطحي هذا ناتجا عن تدرج في التركيز أو تدرج في درجة الحرارة (التوتر السطحي حسب درجة الحرارة).

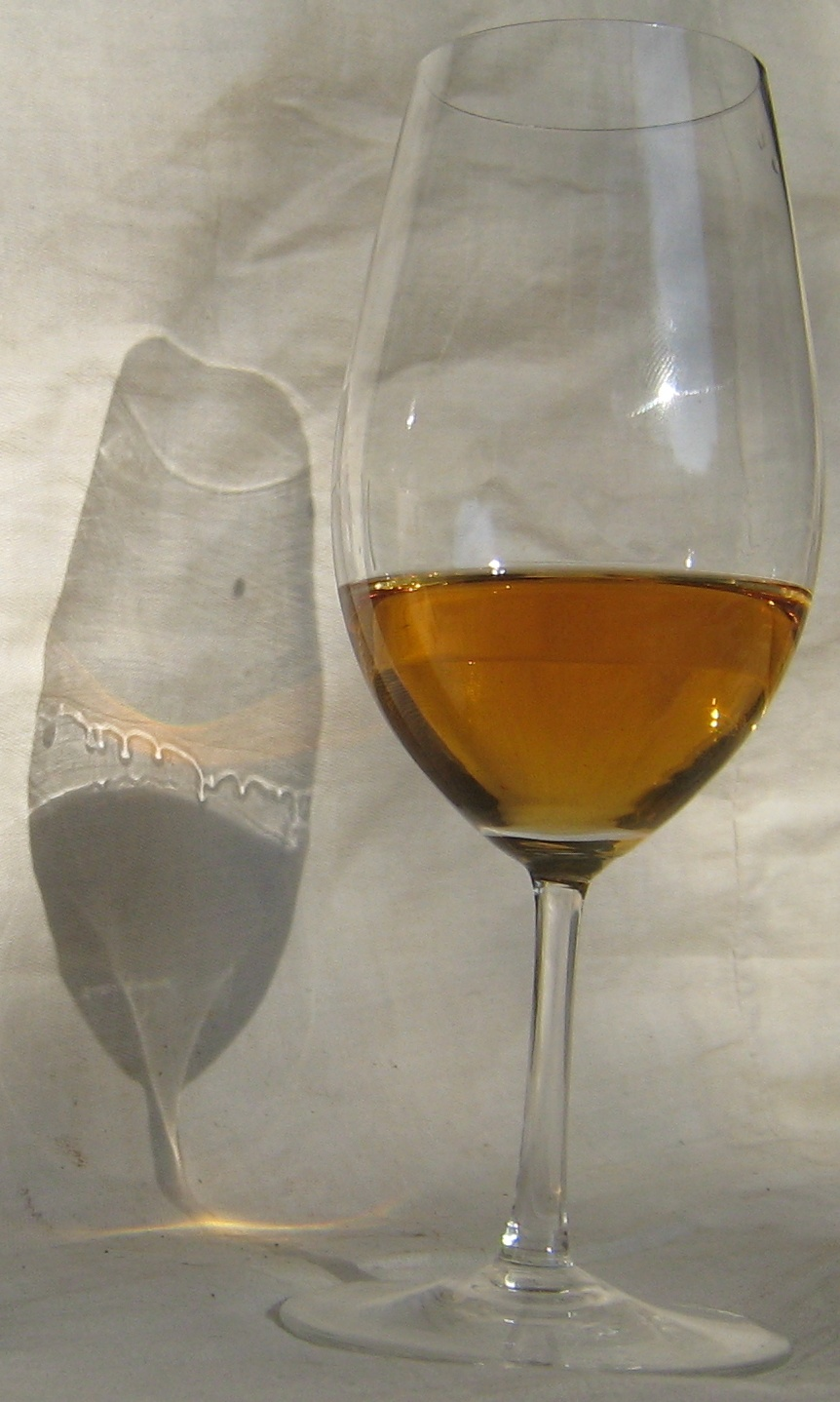
"دموع النبيد" ظاهرة بوضوح في ظل كأس نبيذ يحوي نسبة كحول تبلغ 13.5 في المائة.

على سبيل المثال، يمكن للنبيذ أن يظهر تأثيرا مرئيا يسمى «دموع النبيذ» كما هو موضح في الصورة. يرجع هذا التأثير إلى حقيقة أن الكحول يحتوي على توتر سطحي أقل من الماء وقابلية تبخر أعلى من الماء. يرتفع المحلول المكون من الماء والكحول (النبيذ) إلى الأعلى على سطح الزجاج بسبب الخاصية الشعرية. يتبخر الكحول من الطبقة الرقيقة مخلفا وراءه سائلا بتوتر سطحي أعلى (المزيد من الماء والقليل من الكحول). تسحب هذه المنطقة ذات التركيز الكحولي الأقل (توتر سطحي أكبر) السائل المحيط بشكل أكبر من المناطق ذات التركيز الكحول الأعلى (أقل في الزجاج). كنتيجة لذلك يتم سحب السائل إلى غاية أن يتجاوز وزنه قوة التأثير، ليتراجع بعدها نحو النبيذ في الأسفل.
يمكن استخدام عدد مارانجوني، وهو كمية لا بعدية، لوصف التأثيرات النسبية للتوتر السطحي والقوى اللزجة.
يمكن العثور على علاج رياضي شامل لهذا التأثير من وجهة نظر الديناميكا الحرارية ومعادلات نافييه-ستوكس في كتاب «الهيدروديناميكية والاستقرار الهيدرومغناطيسي» لكاتبه سابرامانين تشاندراسخار،  والذي تم إصداره بحلول سنة 1961.

## استخدام تأثير مارانجوني في ظواهر النقل
في ظل ظروف عادية، تكون تأثيرات الحمل الحراري الناتجة عن الجاذبية في نظام يضم تدرجا في درجة الحرارة على طول السطح الفاصل بين سائلين أكبر بكثير من تأثير مارانجوني. في المقابل، أجريت العديد من التجارب (من طرف وكالة الفضاء الأوروبية) في ظروف الجاذبية الصغرى على متن صواريخ تجارب بغرض مراقبة تأثير مارانجوني بعد استبعاد تأثير الجاذبية. كشفت الأبحاث التي أجريت على الأنابيب الحرارية في محطة الفضاء الدولية أنه وبينما تتعرض الأنابيب الحرارية على الأرض لتدرج درجة الحرارة متسببة في تبخير السائل الداخلي في أحد الأطراف وانتقاله على طول الأنبوب، ليتجفف في النهاية الساخنة، يحدث العكس في الفضاء (أين يمكن تجاهل آثار الجاذبية الأرضية) حيث يغمر السائل نهاية الأنبوب الساخن. يرجع هذا كله إلى تأثير مارانجوني، جنبا إلى جنب مع الخاصية الشعرية. حيث يتم امتصاص السائل إلى طرف الأنبوب الساخن من قبل الخاصية الشعرية. مع ذلك، فإن الجزء الأكبر من السائل ينتهي به الحال دائما كقطرة على مسافة قصيرة من الجزء الأكثر سخونة من الأنبوب. تؤدي تدرجات درجة الحرارة في الإتجاهين المحوري والشعاعي إلى تدفق السائل من النهاية الحارة وجدران الأنبوب نحو المحور المركزي.
الأثر الذي يخلفه تأثير مارانجوني في عملية انتقال الحرارة في وجود فقاعات غاز على سطح التسخين، والذي لطالما تم تجاهله، يعتبر اليوم موضوع بحث حديث بسبب أهميتها المحتملة في فهم عملية انتقال الحرارة أثناء الغليان.